# Fear My Thoughts
Fear My Thoughts war eine deutsche Metal-Band mit Melodic-Death-Metal- und Metalcore-Einflüssen, die 1998 in Reinfelden gegründet wurde.

## Geschichte
Ihre erste Mini-CD Sapere Aude war relativ experimentell, sie ließ sich dennoch als Old-School-Hardcore bezeichnen. Welchen musikalischen Weg die Band einschlagen würde, ließ sich am ersten Album 23 erkennen, das im Jahr 2001 bei Let It Burn Records veröffentlicht wurde und schon erste Anzeichen von Metalcore erkennen ließ. Darauf folgte 2002 das Album Vitriol, das wie die beiden Vorgängeralben von Bands wie Converge oder Cave In beeinflusst wurde.
Das 2004 bei Lifeforce Records (CD) bzw. Per Koro Records (LP) veröffentlichte The Great Collapse unterscheidet sich klanglich von den Vorgängern. Es verbindet Hardcore mit Death Metal, wobei Einflüsse aus völlig verschiedenen Richtungen zu erkennen sind (wie FMT immer wieder betont: Iron Maiden und Radiohead). Mit der 2005er Veröffentlichung Hell Sweet Hell entfernen sich Fear My Thoughts vom Hardcore und wenden sich zunehmend dem Melodic Death Metal zu, der an Bands wie Soilwork, At the Gates oder Arch Enemy erinnert.
Ab 2006 steht die Band bei Century Media unter Vertrag. Im Januar 2007 erschien das neue Album mit dem Namen Vulcanus. Fear My Thoughts spielten bereits über 150 Konzerte in ganz Europa mit Bands wie Caliban, Exodus, Hypocrisy, The Haunted und bei den X-Mass Metalfestivals mit Wintersun, Hypocrisy, Exodus, Liar und Naglfar. Am 18. Juli 2008 veröffentlichte die Band das Album Isolation. Das Album zeichnet sich durch progressive Riffs und den variablen Gesang des neuen Sängers Martin Fischer aus.
Am 25. November 2009 gaben Fear My Thoughts über die Bandhomepage ihre Auflösung für 2010 bekannt. Sie spielten am 19. Februar 2010 ihr Abschiedskonzert in Lörrach. Martin Fischer schloss sich im Oktober 2012 der Band Long Distance Calling an, Norman Lonhard stieg bei Triptykon ein.

## Diskografie

### Alben
- 2001: 23 (Let It Burn Records)
- 2002: Vitriol (Let It Burn Records)
- 2004: The Great Collapse (Lifeforce Records / Per Koro Records)
- 2005: Hell Sweet Hell (Lifeforce Records / Silent Stagnation Records)
- 2006: Smell Sweet Smell (Let It Burn Records, Re-Release von Vitriol und 23)
- 2007: Vulcanus (Century Media Records)
- 2008: Isolation (Century Media Records)

### Demos, EPs und Sonstiges
- 1998: My Mind (Demo-MC, We Bite Records)
- 2000: My Strength My Weakness  (Demo-MC, Capeet Records)
- 2000: Sapere Aude (EP, Dioxin City Productions)
- 2003: This Machine Runs on Fear (Split-CD mit Fear is the Path to the dark Side, Scorched Earth Policy Records)